# Día de los gamones

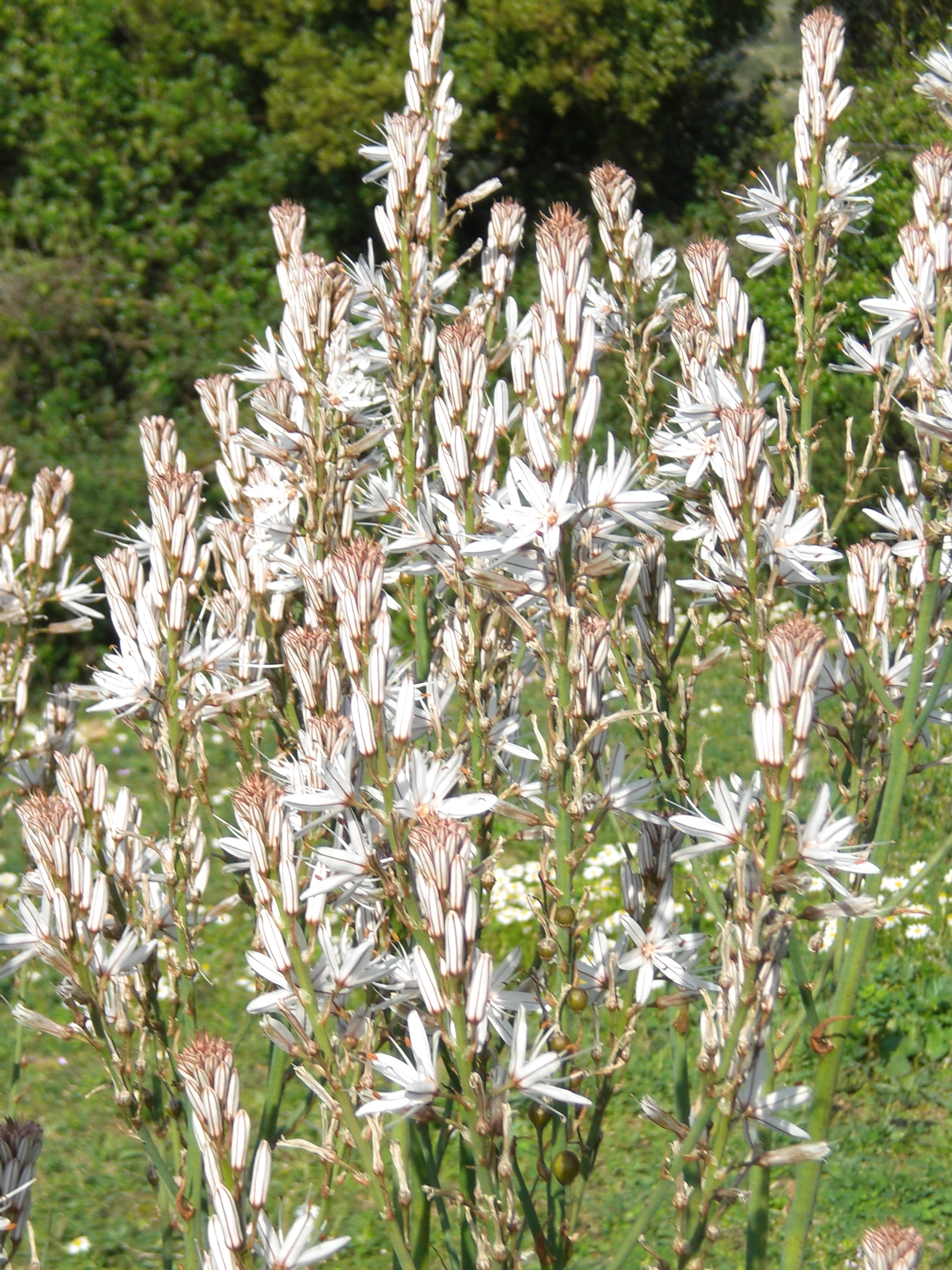
Gamones blancos floreciendo en primavera.

En plena Sierra de Cádiz, en el conjunto de perlas que conforman la Ruta de los Pueblos Blancos, hay una que resplandece con un brillo especial en el mes de mayo de cada año. Rodeada de las Sierras que llevan su mismo nombre, Ubrique engalana sus calles cada 3 del quinto mes en el Día de las Cruces de Mayo para acoger una de las fiestas con más tradición popular y arraigo cultural de Andalucía, la "Crujía de gamones". La celebración se extiende al fin de semana para que todos aquellos turistas de nuestra localidad, Sierra de Cádiz, provincia o comarcas colindantes puedan disfrutarla de igual forma.

## Historia
El origen de la Fiesta de los Gamones se pierde en la memoria de los ubriqueños, que cuentan que la crujida de gamones era una ocurrencia de los pastores para ahuyentar a los lobos. Sin embargo, otra hipótesis es la que sostiene que cuando en el siglo XIX un destacamento francés ocupó la zona y parte de la población huyó a la sierra, se explotaban con fiereza los gamones contra las piedras a fin de que el enemigo creyera que los del lugar estaban fuertemente armados.

## Planta
También llamado asfodelo (Asphodelus spp.), es una planta liliácea que se extiende por el centro y sur de Europa.
Los antiguos griegos creían que los Campos Elíseos estaban completamente llenos de esta planta, y por ello las usaban en las ceremonias fúnebres. En múltiples fincas y montes de Ubrique y toda la Sierra de Cádiz se pueden encontrar matas de gamones, que en primavera desarrollan largas varas (los propiamente llamados gamones) cuyas puntas florecen. 
A la hora de recolectar gamones, se recomienda cortarlos, no arrancarlos de raíz, y limpiarlos en el campo, para permitir que las semillas queden en la tierra y sigan reproduciéndose, asegurando la "cosecha" del próximo año, además de minimizar el daño al ecosistema (no hay que olvidar que el término municipal de Ubrique y otros vecinos se encuentran entre los parques naturales de la Sierra de Grazalema y de Los Alcornocales).

## Las candelas
Para crujir los gamones son necesarias las candelas. Las numerosas hogueras que iluminarán la noche ubriqueña del día los gamones requiere una preparación previa. Los niños y las niñas en sus barriadas se reúnen con semanas de antelación para hacer acopio de leña. Antiguamente iban al campo a recoger lentiscos y completaban sus provisiones de combustible con sillas, muebles o cualquier enser viejo. Para custodiar las pilas de leña y evitar así que niños/as de otras barriadas robaran el preciado botín, se establecían guardias desde la salida de la escuela hasta entrada la noche.
Como se puede observar en la imagen sobre la fiesta, junto a la candela donde se calientan los gamones se coloca una o varias piedras grandes que sirven para golpearlos y provocar la sonora explosión. 

## La fiesta

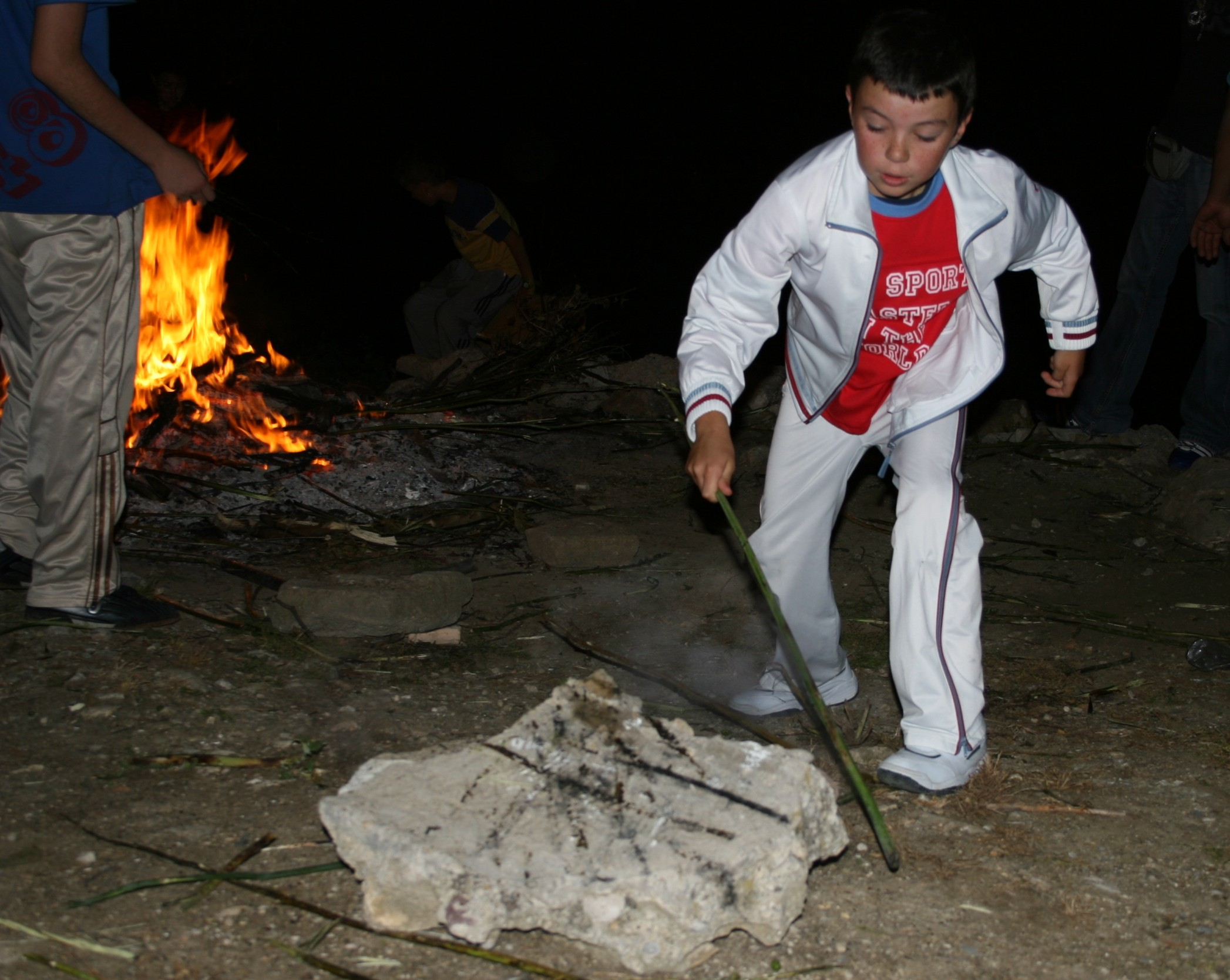
Crujida de gamones comunes.

La noche de la celebración se engalanan cruces con flores y se encienden candelas en todas las barriadas, siendo el lugar más concurrido, por pintoresco, la “Plaza de la Verdura”, enclavada en el casco histórico del pueblo.  
Se aprovechan poyetes en los que se colocan grandes piedras donde “crujir” estos singulares tallos. El ritual de esta tradición centenaria es el siguiente: se colocan los gamones en la base de la hoguera el tiempo suficiente como para que la savia de su raíz bulbosa se caliente. 
Sin embargo, aún queda la parte más difícil, que requiere una destreza especial. El experto saca el gamón del fuego, comprueba que humea por la base del tallo y se acerca esta al oído: si el sonido evoca a un globo desinflándose por una minúscula abertura, está listo para “ser explotado”. 
Al tiempo que saca el gamón de la candela, dedica jubilosamente el “crujío” a la salud de alguna persona, mientras se gira buscando la superficie más cercana contra la cual fustigar furiosamente la planta. Si todo sale bien, la base del tallo del gamón reventará a la primera, provocando un intenso ruido sordo. La gente entonces lo aclama, aunque si por el contrario el gamón pierde su vigor y el reventón es imperceptible, las risas y metáforas chanceras por parte de los asistentes están aseguradas.
De manera informal, se realizan concursos que otorgan premios al gamón más grade, al igual que todos los años se intenta establecer en cada candela cuál ha sido la “crujía” más fuerte.

## Los columpios
Las canciones de columpio forman parte del conjunto de cantes populares tradicionales (García Tejera, 1986) que se han dado por toda la geografía española. Son parte de nuestro folklore, aunque no se incluyen en el repertorio flamenco.  
Musicalmente son canciones a ritmo de 3x4 o de 6x8, siendo la duración de  10 o 12 compases según sean 4 o 5 versos.  Predominan las corcheas en todas las composiciones y particularmente podemos observar que los compases pares finalizan con notas blancas ligadas con la primera nota del siguiente compás, haciendo que se prolongue la expresión del final del verso. Se aprecia el sentido de unidad y uniformidad en la melodía de las canciones, cambiando la tonalidad según el intérprete.
Junto a la candela, normalmente entre ventana y ventana de las estrechas calles, se ataba una soga que servía de columpio colocando un cojín como sentadero. Las jóvenes casaderas, aquí llamadas mocitas, se columpiaban al son de canciones populares que generalmente hablaban de pretendientes y de amoríos. Los muchachos guardaban cola para columpiar a las mocitas. Muchas son las letras de las cancioncillas de columpio, siempre de contenido jovial y alrededor del cortejo entre chicos y chicas. En su estructura, se trata de cuartetas de ocho sílabas que se encadenan unas a otras acompañando al vaivén del columpio.  

...el mocito que está en la esquina
mirando hacia el columpio
ha venido a columpiar
a la chica de su gusto...
y le ha dicho en el oído
que se le han visto las piernas
-¿Que se me han visto las piernas?
a ti no te importa nada,
que la carne de las piernas
es igual que de la cara.
Cancioncilla de columpio